# Children of the Night (Richard Marx)
Children of the Night è una canzone scritta e cantata da Richard Marx, estratta come sesto e ultimo singolo dal suo secondo album Repeat Offender. Si piazzò al tredicesimo posto della Billboard Hot 100 nel 1990, e fu scritta a sostegno della periferia di Los Angeles (Van Nuys)-organizzazione basata per i fuggitivi.

## Tracce
7" Single EMI 1C 006-20 3869 7
1. Children of the Night – 4:45
2. Right Here Waiting (Live) – 4:56

12" Single EMI 060-2038696
1. Children of the Night – 4:45
2. Right Here Waiting (Live) – 4:56
3. Real World (Live) – 4:12

CD-Maxi EMI 560-20 3869 2
1. Children of the Night – 4:45
2. Right Here Waiting (Live) – 4:56
3. Real World (Live) – 4:12
4. Children of the Night (versione radiofonica) – 4:08

## Formazione
- Richard Marx – voce
- Michael Landau – chitarre
- Randy Jackson – basso
- Prairie Prince – batteria
- Paulinho da Costa – percussioni
- Michael Omartian – pianoforte
- Michael Omartian, Jeffrey (C.J.) Vanston – tastiere
- Larry Williams, Marc Russo – sassofono
- Tom Scott – assolo di sassofono
- Jerry Hey, Gary Grant – trombe
- Larry Gatlin, Steve Gatlin, Rudy Gatlin, Terry Williams, Cynthia Rhodes, Ruth Marx, Shelley Cole, Don Shelton, Gene Miller, Kevin Cronin, Richard Marx – cori
- The Children of the Night – coro

## Classifiche
| Classifica (1990)                | Posizione massima |
| -------------------------------- | ----------------- |
| Canada                           | 6                 |
| Germania                         | 58                |
| Regno Unito                      | 54                |
| Stati Uniti                      | 13                |
| Stati Uniti (adult contemporary) | 6                 |